# Tityros
Tityros (griechisch Τίτυρος) war der antike Name eines Vorgebirges im Nordwesten der Insel Kreta (heute Halbinsel Rodopos). Die Spitze des Vorgebirges (heute Kap Spada) ist der nördlichste Punkt Kretas.
Auf der Halbinsel Tityros befand sich ein Heiligtum der Göttin Diktynna, das sogenannte Diktynnaion (Δικτύνναιον).